# دوران کهن: دنیای جدید
دوران کهن: دنیای جدید (انگلیسی: Primeval: New World) یک مشتق از سریال دوران کهن است.